# Miquel Nolla Bruixet
Miquel Nolla Bruixet (Reus, 1815 - Meliana, 1879), va ser un empresari reusenc que va crear una fàbrica de mosaics policromats a Meliana a l'Horta valenciana a mitjans del segle xix.
La indústria creada per l'empresari català va tenir molt d'èxit tant pels innovadors sistemes de producció, amb tècnica importada d'Anglaterra, com per la conquesta dels mercats exteriors, creant productes de gran qualitat i bellesa. La fabrica va passar de tenir 20 treballadors a 500. L'empresa, coneguda com a Mosaicos Nolla, va aconseguir una gran projecció mundial, i Meliana fou visitada per membres de la família Romànov, pel reusenc general Prim i pel rei Amadeu de Savoia. La ciutat de Reus li ha d'agrair el donatiu de tot el paviment de mosaic del Santuari de Misericòrdia. Fou pare de Miquel Nolla, el qual al seu torn va tenir una filla que fou la mare de l'alcaldessa de València Rita Barberà Nolla.